# Kirke bjuder Odysseus giftbägaren
Kirke bjuder Odysseus giftbägaren (engelska: Circe Offering the Cup to Odysseus) är en oljemålning av den brittiske konstnären John William Waterhouse. Den målades 1891 och är sedan 1952 utställd på Gallery Oldham utanför Manchester. 
Waterhouse tillhörde andra generationens prerafaeliter och målade gärna motiv från grekisk-romersk mytologi och Arturlegenderna. I Homeros Odysséen skildras Kirke som en trollkunnig gudinna på ön Aiaia. Hon förvandlar med hjälp av en trolldryck Odysseus följeslagare till svin. När Odysseus senare anländer till Kirkes palats hade han av Hermes fått en skyddande ört mot trolldrycken. Med svärd tvingar han henne att återkalla förbannelsen och återge sin män deras mänskliga gestalt. Odysseus stannar därefter ett år hos Kirke som hennes gäst och älskare. 
I denna målning sitter Kirke på en tron och erbjuder Odysseus en bägare med trolldryck. Hjälten själv syns i spegelbilden bakom henne. Vid hennes fötter syns en av Odysseus följeslagare – förvandlad till svin. Waterhouse målade ofta kvinnor som förföriskt och hotfulla femme fatale, till exempel i Hylas och nymferna. Kirke återkom han till flera gånger, dels 1892 i Circe Invidiosa eller Kirke förgiftar havet och dels 1911 i två snarlika porträtt av henne sittande i halvfigur (se bildgalleri).

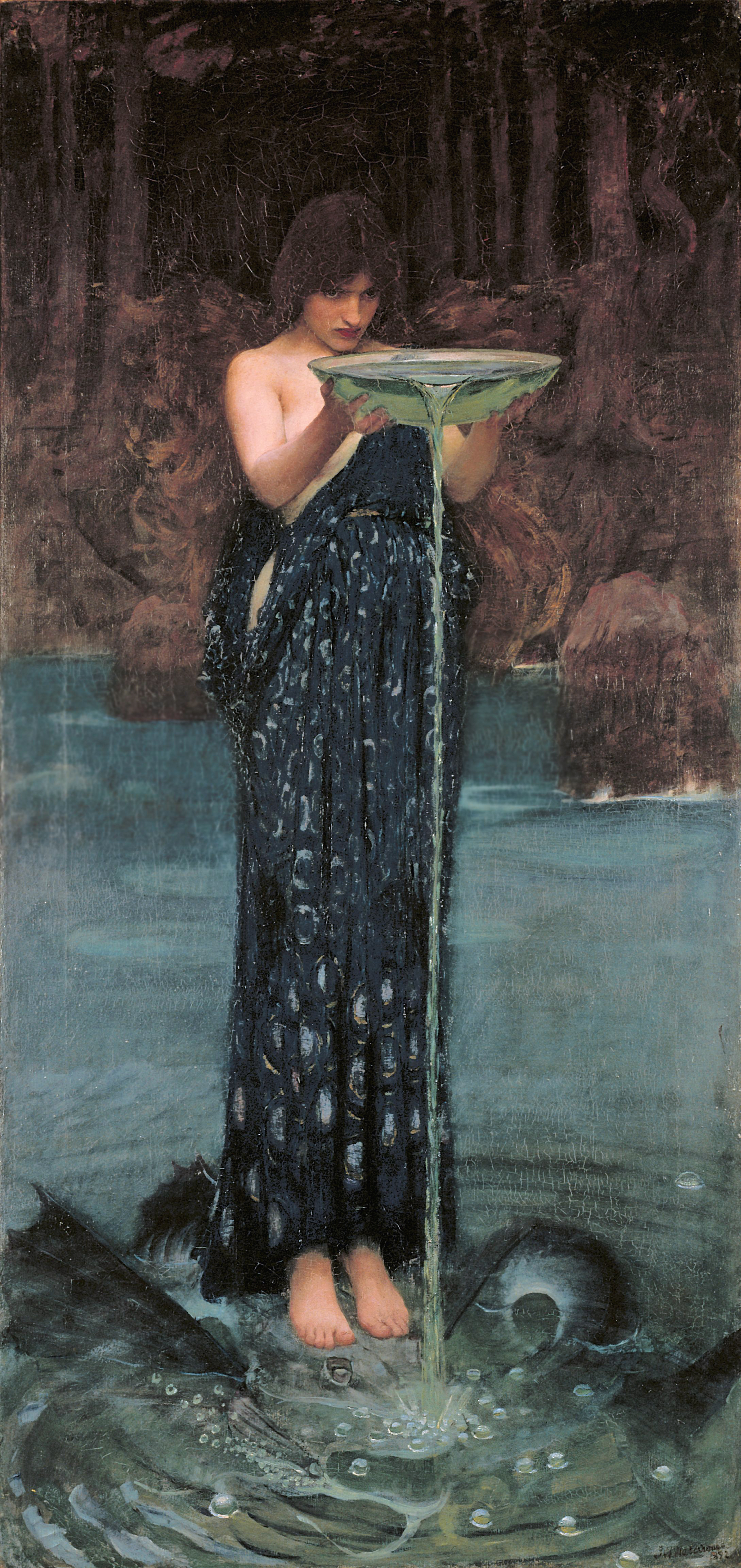
Circe Invidiosa eller Kirke förgiftar havet (1892), Art Gallery of South Australia.
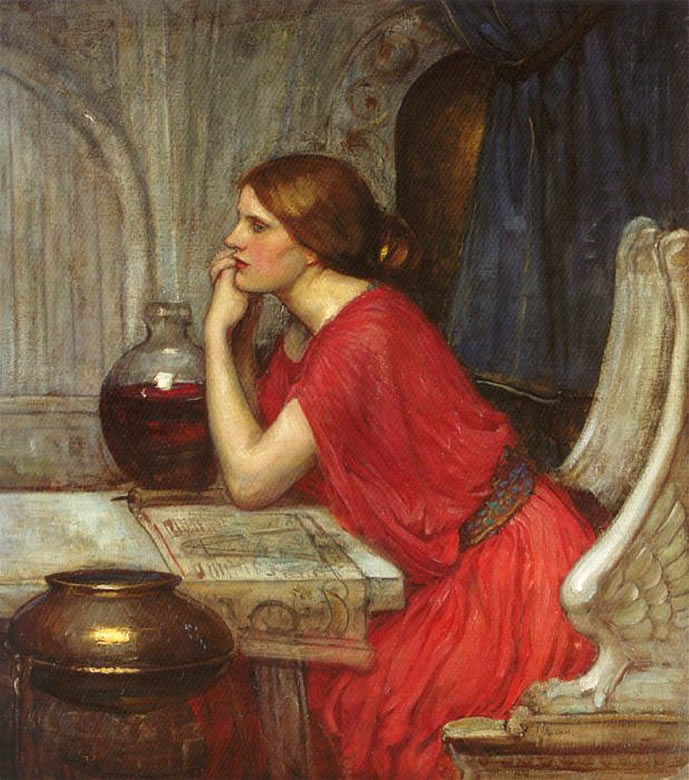
Kirke (1911). Privat ägo.
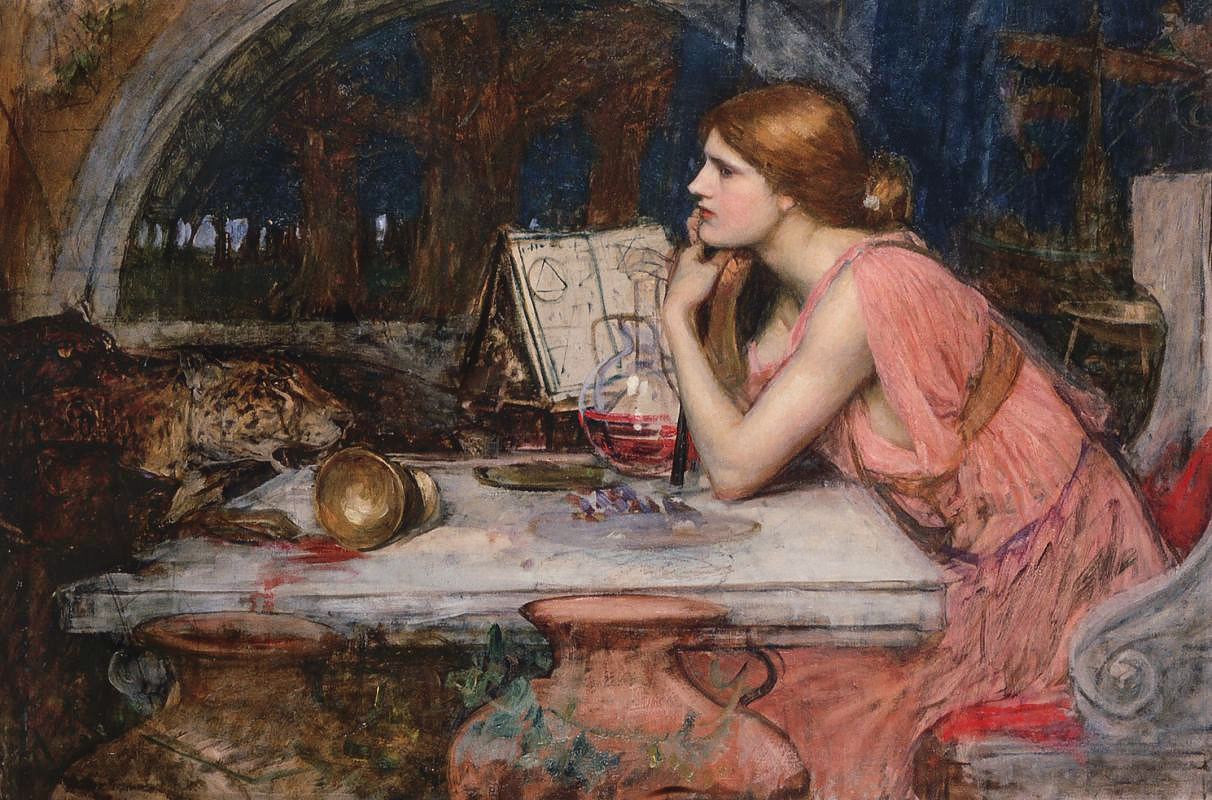
Trollkvinnan (1911). Privat ägo.